# Meredith Baxter
Meredith Ann Baxter (South Pasadena, 1947. június 21. –) ötszörös Emmy-díjra jelölt amerikai színésznő és producer.

## Élete
Baxter a kaliforniai South Pasadenában született, Whitney Blake színésznő, rendező és producer, valamint Tom Baxter rádiós bemondó lányaként. Miután szülei 1953-ban elváltak, Baxtert és két testvérét, Richardot (született 1944-ben) és Briant (született 1946-ban) édesanyjuk nevelte fel Pasadenában. Második mostohaapja Allan Manings sitcom-író volt. Ő és a Családi kötelékek sztárja, Michael Gross 1947. június 21-én születtek.
Baxter a James Monroe High Schoolban tanult, mielőtt átkerült volna a Hollywood High Schoolba. Végzős éve alatt az Interlochen Center for the Arts-ban vett részt, mint ének szakos hallgató, de visszatért a Hollywood High-ba, ahol 1965-ben végzett.

## Magánélete
Négyszer volt házas és öt gyermeke van.
- Robert Lewis Bush (1966 - 1971, válás)

- David Birney (1974 - 1989, válás)

- Michael Blodgett (1995 - 2000, válás)

- Nancy Locke (2013 - napjainkig)

2009. december 2-án leszbikusnak vallotta magát egy Matt Lauerrel készített interjú során a Today című műsorban és a Frank DeCaro Show-ban a SiriusXM OutQ 102 csatornán. Szexuális orientációjának elfogadása segített neki megérteni, hogy részben miért vallottak kudarcot korábbi, férfiakkal folytatott kapcsolatai.
2011. március 1-jén, memoárja népszerűsítése közben Baxter azt állította, hogy volt férje, David Birney érzelmileg és fizikailag bántalmazta őt. Birney tagadta a vádakat.
Baxter vegetáriánus lett, hogy kordában tartsa a súlyát.
Baxternél 1999-ben mellrákot diagnosztizáltak. A kezelés után teljesen felépült.